# Politisk Islamisk Samling
Politisk Islamisk Samling (PIS) är en organisation för svenska muslimer som vill engagera sig politiskt, bildad 1999. Bland initiativtagarna återfanns Sveriges muslimska förbund (SMF) och Sveriges muslimska råd (SMR). 
PIS var tidigare en av medlemsorganisationerna inom SMR med uppgift att driva frågor som moskébyggen, friskolor och begravningsplatser, halalslakt, arbetslöshet bland muslimer, rasism och främlingsfientlighet samt ledighet vid fredagsbön och muslimska helgdagar.